# أجاي باينز
أجاي باينز هو لاعب هوكي جليد كندي، ولد في 25 مارس 1978 في كاملوبس في كندا.

## وصلات خارجية
- أجاي باينز على موقع دوري الهوكي الوطني (الإنجليزية)
- أجاي باينز على موقع الدوري الأمريكي لهوكي الجليد (الإنجليزية)
- أجاي باينز على موقع EliteProspects.com (الإنجليزية)
- أجاي باينز على موقع HockeyDB.com (الإنجليزية)